# Penny Oleksiak
Penelope Oleksiak, detta Penny (Toronto, 13 giugno 2000), è una nuotatrice canadese.

## Carriera
Specializzata nello stile libero e nella farfalla, ha vinto una medaglia d'oro (100 m sl) e una medaglia d'argento individuale, oltre a due bronzi nelle staffette, ai Giochi olimpici di Rio de Janeiro 2016.
Nel 2019 ha rappresentato la squadre degli Energy Standard nella prima stagione dell'International Swimming League.

## Palmarès
- Olimpiadi

Rio de Janeiro 2016: oro nei 100m sl, argento nei 100m farfalla, bronzo nella 4x100m sl e nella 4x200m sl.
Tokyo 2020: argento nella 4x100m sl, bronzo nei 200m sl e nella 4x100m misti.
- Mondiali

Budapest 2017: bronzo nella 4x100m sl mista e nella 4x100m misti mista.
Gwangju 2019: bronzo nella 4x100m sl, nella 4x200m sl e nella 4x100m misti.
Budapest 2022: argento nella 4x100m sl e nella 4x100m sl mista, bronzo nella 4x200m sl e nella 4x100m misti.
- Mondiali in vasca corta

Windsor 2016: oro nella 4x50m sl e nella 4x200m sl, argento nella 4x100m misti, bronzo nei 100m sl.
Budapest 2024: argento nella 4x50m sl mista, bronzo nella 4x100m sl e nella 4x100m misti mista.
- Giochi del Commonwealth

Gold Coast 2018: argento nella 4x100m sl, nella 4x200m sl e nella 4x100m misti.
- Mondiali giovanili

Singapore 2015: oro nella 4x100m sl mista, argento nei 100m sl, nei 50m farfalla, nei 100m farfalla e nella 4x200m sl, bronzo nella 4x100m sl.
Indianapolis 2017: oro nella 4x100m sl, nella 4x200m sl, nella 4x100m misti, nella 4x100m sl mista e nella 4x100m misti mista.

## Primati personali
I suoi primati personali in vasca da 50 metri sono:
- 100 m stile libero: 52"59 (2021)
- 200 m stile libero: 1'54"70 (2021)
- 50 m delfino: 25"62 (2017)
- 100 m delfino: 56"46 (2016)

I suoi primati personali in vasca da 25 metri sono:
- 100 m stile libero: 52"01 (2016)
- 50 m delfino: 25"20 (2018)